# Amaranthus aschersonianus
Amaranthus aschersonianus är en amarantväxtart som först beskrevs av Albert Thellung, och fick sitt nu gällande namn av Emilio Chiovenda. Amaranthus aschersonianus ingår i släktet amaranter, och familjen amarantväxter. Inga underarter finns listade i Catalogue of Life.